# Ochrophlegma vittifera
Ochrophlegma vittifera är en insektsart som först beskrevs av Walker, F. 1871.  Ochrophlegma vittifera ingår i släktet Ochrophlegma och familjen Pyrgomorphidae. Inga underarter finns listade i Catalogue of Life.